# 15355 Maupassant
15355 Maupassant este un asteroid din centura principală de asteroizi.

## Descriere
15355 Maupassant este un asteroid din centura principală de asteroizi. A fost descoperit pe 02 ianuarie 1995 la Caussols de Eric Walter Elst. Asteroidul prezintă o orbită caracterizată de o semiaxă mare de 2,46 ua, o excentricitate de 0,06 și o înclinație de 5,0° în raport cu ecliptica.